# Bagh
Bagh (hindi : बाग) est une ville du district de Dhar, dans l'état de Madhya Pradesh, en Inde. Elle est connue pour ses grottes, qui sont des chambres bouddhistes taillées dans le roc avec des peintures murales. Le nom de la ville tire son nom de ces grottes ; selon la légende locale, il y avait des tigres vivants (bagh dans plusieurs langues de l'Inde) dans ces grottes bouddhistes abandonnées.
La ville est également connue pour son artisanat d'impression textile : les « impressions de Bagh de Madhya Pradesh ».

## Histoire
En 1982, un trésor de 27 inscriptions émises par les maharajas de Valkha a été découvert à Risawala, près de Bagh. Les inscriptions provenaient d'un endroit connu sous le nom de Valkha, ce qui a permis de suggérer que le nom « Bagh » est dérivé de « Valkha ». Les inscriptions sont datées des années 38 à 134 d’une époque calendaire non précisée. Les historiens Dineshchandra Sircar (en) et Ramesh Chandra Majumdar ont émis l’hypothèse selon laquelle les Maharajas de Valkha étaient des subordonnés des Guptas, et l’époque du calendrier utilisée dans leur inscription est celle des Gupta à partir de 319 de notre ère. Ainsi, les maharajas de Valkha peuvent être datés des IVe et Ve siècles de notre ère.
Le souverain connu de la région suivant est le Maharaja Subandhu de Mahishmati. Son inscription aux caves de Bagh est datée de 167 (486 de notre ère, en supposant l’ère Gupta),. L'historien Walter M. Spink a identifié Subandhu comme étant le prince Vishruta mentionné dans Dashakumaracharita (en). Selon sa théorie, Subandhu ou Vishruta était un prince de Gupta, qui fonda la dynastie connue plus tard sous le nom de Kalachuri (en),.

## Personnalités notables
- Mohammed Yusuf Khatri, imprimeur
- Ismail Sulemanji Khatri (en), imprimeur
- Mohammed Bilal Khatri, imprimeur

## Transports

### En train
Les gares les plus proches sont celles de Dahod (100 km), Meghnagar (en) (104 km), Indore (150 km), Ratlam (150 km) et Khandwa (150 km).

### Par route
Bagh est bien reliée à Indore par la route, avec notamment des services de bus quotidiens.

## Démographie
Lors du recensement de 2001, Bagh avait une population de 7 415 habitants. Les hommes constituaient 51 % de la population et les femmes 49 %. Bagh a un taux d'alphabétisation moyen de 63 %, supérieur à la moyenne nationale (de 59,5 %), avec 57 % des hommes et 43 % des femmes alphabètes. 16 % de la population avaient moins de 6 ans.